# Bakucz József
Bakucz József (Debrecen, 1929. január 2. – Boston, Massachusetts, 1990. október 13.) Kassák Lajos-díjas költő, műfordító, a határon túli modern magyar költészet jeles képviselője.

## Életrajz
1953-ban szerzett magyar-francia szakos tanári diplomát az Eötvös Loránd Tudományegyetemen. Pályáját műfordítóként kezdte, első fordításai 1955-ben jelentek meg. Családjával 1956 telén elhagyták az országot, mert édesapja, id. Bakucz József ellen a forradalom leverése után elfogatási parancsot adtak ki, aki a János Kórház Gyermekosztályának igazgató-főorvosaként földresöpörte és kidobatta a „visszaállított” Lenin-, Sztálin-szobrokat. 1957 tavaszán egy teherszállító hajón – több ezer menekülttel – emigrált Amerikába az akkor 28 éves költő.
1963-ig az USA-ban, New York-ban és Bostonban élt. Ezután egy évet Párizsban töltött (1963-64), de anyagi okok miatt úgy döntött, visszaköltözik az Egyesült Államokba. Itt épületgépészeti tervezőként dolgozott New Yorkban. Többek között dolgozott atommeghajtásos tengeralattjárókon, ahol feladata volt a trópusi éghajlatra szánt műszerszobák hűtő-fűtő rendszereinek kidolgozása, vagy az M. I. T. lézerkutató termeinek megtervezése.
Versei az Új Látóhatár és a Magyar Műhely c. lapban jelentek meg. 1981-től társszerkesztője volt az Arkánum c. irodalmi folyóiratnak. Angol, német és orosz költők verseit tolmácsolta. 1971-ben Kassák-díjjal tüntették ki.

## Költészete
Bakucz József a Pilinszky-Nemes Nagy irányzathoz, az „újholdas” és „nyugatos”, „kosztolányis” szépségeszmény gyökereihez köthető, de el is rugaszkodik ettől. Rendszeres szellemi kapcsolat fűzte a Magyar Műhely baráti köréhez, szorosan kapcsolatban állt az Arkánum folyóirat költőivel, hatott rá Kemenczky Judit munkássága is.
Költészete elszigetelt magányról, szorongásos közérzetről tanúskodik. Hiábavalóknak érzi az emberi törekvéseket, reménytelennek a kiszolgáltatottságot, vigasztalannak a létezést. Gondolkodása az egzisztencialista bölcselettel érintkezik, ugyanakkor személyes tapasztalatait és felismeréseit fejezi ki. Korai verseiben erősen aforisztikus és absztrakt kifejezésmódot alakított ki. Rá is hatottak a Magyar Műhely szemiotikai törekvései, de költészetét nem a vizualitás, hanem a mitologizmus irányában fejlesztette tovább. A költő feladata szerinte az, hogy a világmindenség titkait közelítse meg: 
„versemnek nincs genezise – klasszikus értelemben. Ami van, az a költő iniciációja: a világegyetemben valahogyan dinamikus szerepet játszó – tehát nem platonikus értelemben, hanem modern természettudományos értelemben vett – alapkonfigurációk misztériumába való beavatás.”
A dogmák és tételes vallások hidegen hagyták, bár tanulmányai és jegyzetei után ítélve behatóan foglalkozott a nagy világvallásokkal, és alapos ismeretekre tett szert a tételes dogmatikát illetően is. Könyveit maga tervezte, a címlaptól a legutolsó oldalig. Megnevezhetően talán a nyelvi kubizmus és a vizualitás érintésével, a legmodernebb magyar és európai nyelvi-költői szürrealitást alkotja meg életművével, amelynek jó része máig kiadatlan.

## Főbb művei
- Ki mit szeret?; K. Bócz István rajzai, Bakucz József versei; Ifjúsági, Bp., 1956
- Napfogyatkozás; Magyar Műhely, Párizs, 1968
- Kövesedő ég; Magyar Műhely, Párizs, 1973
- Megalit; Magyar Műhely–Orpheusz, Bp., 1994 (Magyar Műhely Baráti Kör füzetek)
- Vissza Európához
- Géniuszok
- Szent Jakab Tornya